# (8686) Akenside
(8686) Akenside (1992 OX1) – planetoida z pasa głównego asteroid okrążająca Słońce w ciągu 3 lat i 161 dni w średniej odległości 2,28 au. Została odkryta 26 lipca 1992 roku.